# Ol' Dirty Bastard
Pour les articles homonymes, voir Jones, Bastard, ODB et BZA.
Ol' Dirty Bastard (surnommé ODB et BZA), de son vrai nom Russell Tyrone Jones, né le 15 novembre 1968 à Brooklyn et mort le 13 novembre 2004 à New York, est un rappeur américain. Il est l'un des membres fondateurs du groupe Wu-Tang Clan, originaire de Staten Island, qui se popularisera grâce à son premier album Enter the Wu-Tang (36 Chambers),.
Après le lancement du Wu-Tang Clan, Ol' Dirty Bastard se lance dans une carrière en solo. Cependant, sa carrière professionnelle est entachée par des démêlés judiciaires menant à son incarcération. Il meurt le 13 novembre 2004 à la suite d'une overdose accidentelle, deux jours avant son 36e anniversaire. Avant son décès, Jones parvient à enregistrer son troisième album solo, A Son Unique, mais qui n'est pas commercialisé.

## Biographie

### Débuts et succès
Né dans une famille de huit enfants, Russell Tyrone Jones est le cousin de Prince Rakeem ODB était un membre du gang des bloods Makk Balla Family et avait de fortes addictions à l'alcool et aux drogues (RZA). Avec RZA et GZA, soit le groupe de 8 fondateur du Wu-Tang, ils sortent Enter the Wu-Tang (36 Chambers) en 1993. ODB est emprisonné, ce qui ralentit son rythme de production artistique. Il sort un album en 1995, Return to the 36 Chambers: The Dirty Version qui reprend la recette du premier album du Wu-Tang avec deux titres phares du hip-hop des années 1990, Shimmy Shimmy Ya et Brooklyn Zoo. Il collabore avec Mariah Carey (Fantasy (Remix)) en 1995 et Pras Michel (Ghetto Supastar) en 1998.
En février 1998, Jones est témoin d'un accident de voiture depuis la fenêtre de son studio d'enregistrement à Brooklyn. Lui et un ami parviennent à sauver une petite fille de 4 ans. Elle est transportée à l'hôpital pour brûlures aux premier et second degré. Sous un faux nom, Jones rend fréquemment visite à la petite fille, jusqu'à ce que les membres de sa famille et les médias s'en aperçoivent. En 1999, Ol' Dirty Bastard écrit et publie son second album, Nigga Please. La même année, il est payé 30 000 $ pour participer à l'album The Amazing Jeckel Brothers d'Insane Clown Posse.
Ol' Dirty Bastard part à Miami[réf. nécessaire]. En prise avec la justice, ODB ne participe pas vraiment à l'enregistrement de The W (il ne pose que sur un titre en feat avec Snoop Dogg), un album du Wu-Tang, mais il reste un membre à part entière du Wu-Tang Clan qui lui dédicace son troisième album. En cavale et recherché par la police fédérale, son arrestation sur un parking de Philadelphie fin novembre 2000, ponctue la tournée de promotion du Wu-Tang pour The W.
Durant son dernier séjour en prison, la compagnie de disque Elektra met fin à son contrat et il signe avec une compagnie indépendante qui met sur le marché un album dont ODB ne connaissait même pas l'existence en 2002. En 2001, il participe, sur un morceau, à l'album hommage à Phil Collins, Urban Renewal. À sa sortie de prison en 2003, Damon Dash, le copropriétaire de Roc-A-Fella Records, signe ODB. À ce moment ODB prend le pseudonyme de Dirt McGirt et planifie de retourner en studio avec l'intention de présenter un album pour le début de 2005. Le tout avec des collaborations de grandes stars du rap telles que Ludacris, The Neptunes, Kanye West et les membres de Wu-Tang Clan.

### Décès
Connu pour son comportement excentrique supposément dû à sa consommation excessive de drogues, Ol' Dirty Bastard meurt le 13 novembre 2004, deux jours avant son trente-sixième anniversaire, au studio d'enregistrement de RZA (« 36 Chambers Records » à New York).
La cause officielle du décès est une overdose accidentelle (l'autopsie révéla un mélange fatal de cocaïne et de tramadol), des rumeurs font quant à elles état de la prise d'un antalgique qu'un tiers lui aurait donné à la suite d'une blessure au genou qu'il s'était faite sur scène, ce qui l'aurait plongé dans un sommeil dont il ne se serait jamais réveillé.
Durant plusieurs années, il clama que le gouvernement était à ses trousses et qu'il était traqué par le FBI et la CIA (que certaines personnes pensent responsables de son décès). Ses funérailles eurent lieu au Centre Culturel Chrétien de Brooklyn (New York) en présence de plusieurs milliers de personnes ; puis, son corps est crématisé.

### Démêlés judiciaires
Ol' Dirty Bastard est appréhendé en 1993 pour agression au second degré et tentative de vol, puis est blessé par arme à feu à l'abdomen en 1994 lors d'un conflit avec un autre rappeur. En 1997, il est arrêté pour non-versement de la pension alimentaire de trois de ses 13 enfants. En 1998, il plaide coupable pour avoir tenté d'agresser son épouse ; la même année, il est victime d'un cambriolage dans sa résidence. Il est blessé au dos et au bras, sans gravité.
Le 14 janvier 1999, peu avant les événements avec Amadou Diallo, deux membres de la Street Crimes Unit tirent à huit reprises sur Russell Jones l'accusant de s'être fait tirer dessus à Bedford-Stuyvesant,. En février 1999, il est arrêté pour conduite sans permis et port illégal d'un gilet pare-balle (interdit à cette période pour les détenteurs d'un casier judiciaire criminel). Quelques semaines après son retour à New York, il est arrêté pour possession illégale de cocaïne.
En 2012, le FBI publie son casier judiciaire après requête.

## Discographie

### Albums studio
- 1995 : Return to the 36 Chambers
- 1998 : O.D.B.E.P.
- 1999 : Nigga Please
- 2001 : The Dirty Story: The Best of Ol' Dirty Bastard
- 2002 : The Trials and Tribulations of Russell Jones

#### Albums posthumes
- 2003 : A Son Unique (non commercialisé)
- 2004 : J-Love present Memory of ODB vol.3
- 2004 : J-Love present Memory of ODB vol.3.1
- 2005 : Osirus (The Official Mixtape) (Sure Shot Recordings)
- 2005 : The Definitive Ol' Dirty Bastard Story (Elektra Records)
- 2005 : Free to Be Dirty: Live! (Nutech Digital) (album live)
- 2009 : Message to the Other Side, Osirus Part 1

### Albums collaboratifs
- 1993 : Enter the Wu-Tang (36 Chambers) (avec le Wu-Tang Clan)
- 1997 : Wu-Tang Forever (avec le Wu-Tang Clan)
- 2000 : The W (avec le Wu-Tang Clan)

### Singles
- 1995 : Brooklyn Zoo (en)
- 1995 : Shimmy Shimmy Ya (en)
- 1999 : Got Your Money (en) (feat. Kelis)

### Featurings
- 1993 : Show & Prove (album Daddy's Home de Big Daddy Kane)
- 1995 : Nuttin' But Flavor (single de Funkmaster Flex)
- 1995 : Duel Of The Iron Mic (album Liquid Swords de GZA)
- 1995 : Fantasy (album Daydream de Mariah Carey)
- 1996 : Woo-Hah!! Got You All In Check (Remix) (single de Busta Rhymes)
- 1997 : Stricly HIP-HOP (album Afrocalypse d'Afro Jazz)
- 1997 : Fix (Main Mix) (single de Blackstreet)
- 1997 : Hip Hop Drunkies (album Likwidation des Alkaholiks)
- 1997 : Say Nothin' (album This Is Not A Love Song de Omar Lye-Fook)
- 1998 : If You Don't Know (album Heavy Mental de Killah Priest)
- 1998 : Nowhere To Run (de Chef Aid: The South Park Album)
- 1998 : Shining Star (album The Last Shall Be First de Sunz Of Man)
- 1998 : For The Money (album The Recipe de Mack 10)
- 1998 : Ghetto Supastar (That Is What You Are) (de la bande originale du film Bulworth)
- 1999 : Bitches (album The Amazing Jeckel Brothers de Insane Clown Posse)
- 1999 : Prepare For The Buddha Monk (album Visions Of The 10th Chamber de Popa Wu)
- 1999 : Kiss Of A Black Widow (album Bobby Digital In Stereo de RZA)
- 1999 : Crash Your Crew (album Beneath The Surface de GZA)
- 2000 : Violence (album S.D.E. de Cam'ron)
- 2000 : Wreck (Mankind Theme) (de WWF Aggression)
- 2001 : Black Widow Pt. 2 (album Digital Bullet de RZA)
- 2001 : Sussudio (de Urban Renewal)
- 2002 : Doe Rae Wu (album The Sting de Wu-Tang Killa Beez)
- 2003 : Pop Shit (album The Neptunes Present... Clones de The Neptunes)
- 2003 : We Pop (album Birth Of A Prince de RZA)
- 2003 : When You Hear That (single de Beanie Sigel)
- 2004 : Dirty (album Detroit Deli (A Taste of Detroit) de Slum Village)
- 2004 : Dirty and Thirsty (album Rapper's Delight de Melbeatz)
- 2004 : Some Girls (Dance With Women) (album Schizophrenic de JC Chasez)
- 2004 : Old Man (album No Said Date de Masta Killa)
- 2005 : Blah-Blah-Blah (album Chain Letter de Brooke Valentine)
- 2005 : Break That (album The Problem de Mathematics)
- 2005 : Thirsty (de la bande originale du film Blade: Trinity)
- 2005 : Specially Trained Ninja (album Now Justice de Zu Ninjaz)
- 2005 : Where's Your Money? (album The Big Bang de Busta Rhymes)
- 2006 : 9 Milli Bros (album Fishscale de Ghostface Killah)
- 2006 : Where Brooklyn At? (single de Bekay)
- 2006 : Build Me Up (album Blue Collar de Rhymefest)
- 2006 : Dirty Mef (album 4:21...The Day After de Method Man)
- 2007 : Toxic (album Version de Mark Ronson)
- 2008 : Do it For (par Brooklyn Zu)
- 2009 : Strange Enough (album The Spirit of Apollo de N.A.S.A., featuring Karen O)
- 2011 : Not For Télévision Remix 2011 (album US Alien (Chapter one) de Rockin' Squat)
- 2012 : Bless it feat Fefe Bess et Say (du groupe TPC) voir le featuring
- 2022 : Forgiveless (album SOS de SZA)

## Filmographie
- 2005 : State Property 2 : Règlement de comptes de Damon Dash : lui-même